# One Piece (temporada 7)
La setena temporada de One Piece va ser produïda per l'estudi d'animació Toei Animation i dirigida per Kōnosuke Uda. Està basada en el manga d'Eiichiro Oda del mateix nom. La temporada segueix la infiltració i escapada dels Pirates del Barret de Palla d'una fortificació marina per tal de reclamar el tresor que se'ls va confiscar. El grup de pirates es troben en Foxy, la "Guineu Platejada", i la seva colla i aquests repta als pirates a una lluita. Poc després, es troben a l'Aokiji, un almirall que està determinat a capturar la Nico Robin.
La temporada va ser emesa al Japó per la cadena Fuji Television entre el 20 de juny de 2004 i el 27 de març de 2005 i va constar de 33 episodis.

## Episodis
| # | Nº en temporada | Títol en català | Data d'estrena al Japó | Data d'estrena a Catalunya |
| --- | --------------- | --- | ---------------------- | -------------------------- |
| 196 | 1               | Alerta, alerta! Ens ha envaït un vaixell pirata Hijō jitai hatsurei! Akumei takaki kaizoku sen sennyū! (非常事態発令！悪名高き海賊船潜入！)                                                                | 20 de juny de 2004     | 12 de setembre de 2007     |
| Els Infants de la Marina estan convençuts de que el Going Merry és un vaixell fantasma ja que el veuen molt malament i tampoc no hi ha ningú a bord ja que els Pirates del Barret de Palla s'han dispersat per explorar la zona. |                 | |                        |                            |
| 197 | 2               | Sanji, el cuiner, demostra el seu talent al menjador de l'armada Ryōri jin Sanji! Kaigun shokudō de shinka hakki! (料理人サンジ！海軍食堂で真価発揮！)                                                     | 4 de juliol de 2004    | 13 de setembre de 2007     |
| Disfressat de cuiner de la base, en Sanji mostra les seves habilitats a la cuina davant dels xefs de la Marina, ensenyant-los la manera correcta de preparar un menjar boníssim. |                 | |                        |                            |
| 198 | 3               | La captura d'en Zoro i l'operació d'urgència d'en Chopper Toraware ta Zoro to Choppā kinkyū shittō! (囚われたゾロとチョッパー緊急執刀！)                                                                   | 11 de juliol de 2004   | 17 de setembre de 2007     |
| En Zoro és capturat pels de la Marina. En Chopper i la Nami es disfrssen de metge i farmacèutica i han d'ajudar a la metgessa de la base a fer una operació. |                 | |                        |                            |
| 199 | 4               | L'Armada estreny posicions! Segon membre de la tripulació capturat Hagaru kaigun no sōsa mō! Toraware ta ni nin me! (迫る海軍の捜査網！囚われた二人目！)                                                   | 18 de juliol de 2004   | 18 de setembre de 2007     |
| La Nico Robin es disfressa d'inspector, mentre que l'Usopp és tancat a la presó amb en Zoro. En Ruffy i en Sanji són descoberts per en Jonathan després d'un accident lleu. |                 | |                        |                            |
| 200 | 5               | La tenacitat d'en Ruffy i en Sanji i la seva gran operació de rescat Kesshi no Rufi to Sanji! Kyūshutsu dai sakusen! (決死のルフィとサンジ！救出大作戦！)                                                  | 8 d'agost de 2004      | 19 de setembre de 2007     |
| El veritable inspector és tancat a la presó amb l'Usopp i en Zoro. En Sanji i en Ruffy van a rescatar els seus dos companys de tripulació. |                 | |                        |                            |
| 201 | 6               | La unitat de tempesta de foc passa a l'acció. La batalla sobre el pont Nekketsu tokubetsu butai sansen! Burijji kōbōsen! (熱血特別部隊参戦！ブリッジ攻防戦！)                                              | 5 de setembre de 2004  | 20 de setembre de 2007     |
| Després que en Sanji i en Ruffy rescatessin a en Zoro i l'Usopp, intenten escapar-se, però el pont està ple de soldats de la Marina. Mentrestant, la doctora Kobato acompanya a en Chopper i a la Nami al moll. |                 | |                        |                            |
| 202 | 7               | Trenquem el cordó de l'armada i recuperem el Going Merry! Houi mō toppa! Dakkan Goingu Merī Gō (包囲網突破！奪還ゴーイングメリー号)                                                                        | 12 de setembre de 2004 | 24 de setembre de 2007     |
| La tripulació es troba al moll, envoltats de soldats de la Marina. Després d'enganyar els soldats amb un truc de la Nami, recuperen el Going Merry. |                 | |                        |                            |
| 203 | 8               | El vaixell pirata s'esfuma. Batalla a la fortalesa, segon assalt Kie ta kaizoku sen! Yōsai kōbō dai 2 raundo (消えた海賊船！要塞攻防第2ラウンド)                                                           | 19 de setembre de 2004 | 25 de setembre de 2007     |
| La tripulació disfressa al Going Merry com si fos un vaixell de la Marina, i s'adonen que els de la Marina els han robat. Amb aquell tresor deien que contractarien un mestre d'aixa perquè els arregli el vaixell. |                 | |                        |                            |
| 204 | 9               | Operació per recuperar l'Or i el Waver Ōgon dakkan sakusen to Ueibā kaishuu sakusen! (黄金奪還作戦とウエイバー回収作戦！)                                                                                  | 3 d'octubre de 2004    | 26 de setembre de 2007     |
| L'Usopp separa la tripulació en dos: els que aniran a buscar l'or i els que aniran a buscar el Waver. L'inspector Shepherd decideix atrapar la tripulació pel seu compte. |                 | |                        |                            |
| 205 | 10              | El pla per rodejar els pirates! La gran estratègia d'en Jonathan Ichimōdajin keikaku! Jonasan jishin no hisaku (一網打尽計画！ジョナサン自信の秘策)                                                        | 3 d'octubre de 2004    | 1 d'octubre de 2007        |
| En Sanji, la Nico Robin, en Zoro i l'Usopp segueixen buscant el tresor. En Ruffy guia a la Nami per anar a la cambra d'en Jonathan, on aconsegueixen l'or. |                 | |                        |                            |
| 206 | 11              | Adeú a la fortalesa de l'Armada! L'enfrontament final abans de la fugida Saraba kaigun yōsai! Dasshutsu e no saigo no kōbō (さらば海軍要塞！脱出への最後の攻防)                                            | 10 d'octubre de 2004   | 2 d'octubre de 2007        |
| Es troben en marea baixa i en Jonathan diu que ha fet un "escac i mat". Però els Pirates no es donen per vençuts i fan servir un Dial d'impacte, per impulsar el vaixell, un Dial de vent i un Dial de flama per inflar el pop per poder escapar. |                 | |                        |                            |
| 207 | 12              | La gran aventura a Long Ring Long Land Ronguringu rongurando no dai bōken! (ロングリングロングランドの大冒険!)                                                                                             | 31 d'octubre de 2004   | 3 d'octubre de 2007        |
| Els Pirates del Barret de Palla arriben a Long Ring Long Land, després d'haver fugit d'una onada gegant. A aquesta illa hi habiten animals estranys. També hi arriben els Pirates d'en Foxy. |                 | |                        |                            |
| 208 | 13              | Els pirates d'en Foxy i el Davy Black Fight Fokushi kaizoku dan to Dēbī Bakku! (フォクシー海賊団とデービーバック！)                                                                                        | 7 de novembre de 2004  | 4 d'octubre de 2007        |
| Després que en Tonjit es trobés amb la seva euga de nou, els Pirates d'en Foxy els ataquen. Després, en Foxy desafia a en Ruffy per fer un Davy Back Fight. |                 | |                        |                            |
| 209 | 14              | La primera prova: la cursa donut al voltant de l'illa Dai ichi kaisen! Gururi isshū Dōnatsu Rēsu (第一回戦！ぐるり一周ドーナツレース)                                                                      | 14 de novembre de 2004 | 8 d'octubre de 2007        |
| La primera ronda del Davy Back Fight és fer una volta al voltant de l'illa amb barques. La barca d'en Chopper i en Zoro és eliminada. |                 | |                        |                            |
| 210 | 15              | Foxy, el guineu platejada, i el seu reguitzell de trampes! Gin Gitsune no Fokushi! Mōretsu bōgai kōsei (銀ギツネのフォクシー！猛烈妨害攻勢)                                                                | 21 de novembre de 2004 | 9 d'octubre de 2007        |
| Només queden la barca de la Nami, en Ruffy i la de la Porche. Es forma una guerra per arribar a la meta. Com que en Foxy veu que el seu equip perdrà, fa trampes amb l'habilitat de la seva Fruita del Diable i fa guanyar el seu equip. Com a recompensa s'emporten a en Chopper. La segona ronda es prepara per començar. |                 | |                        |                            |
| 211 | 16              | Segona prova: el ring grogui Fai ni kaisen! Buchi kome Gurokkī Ringu (第二回戦！ブチ込めグロッキーリング)                                                                                                  | 7 de novembre de 2004  | 10 d'octubre de 2007       |
| Sanji i Zoro s'enfronten als gegants Groggy, en un joc de pilota, i no hi poden utilitzar armes. Però els gegants juguen amb armes, fan trampes i l'arbitre fa veure com si no veiés res. |                 | |                        |                            |
| 212 | 17              | Pluja de targetes vermelles! Reddo Kādo renpatsu! Gurokkī Ringu (レッドカード連発！グロッキーリング) | 14 de novembre de 2004 | 11 d'octubre de 2007       |
| Sanji i eZoro guanyen als gegants gràcies al fet que treballen en equip durant un temps. Com a recompensa, Ruffy vol l'euga de Tonjit, més que Chopper. |                 | |                        |                            |
| 213 | 18              | Tercera prova: roda que roda a la cursa de patins Dai san kaisen! Guru guru Rorrā Rēsu! (第三回戦! ぐるぐるローラーレース!)                                                                                | 12 de desembre de 2004 | 15 d'octubre de 2007       |
| Els Pirates del Barret de Palla s'enfronten a l'equip de Foxy en una cursa de patins. Al principi, en Ruffy té problemes amb els patins. |                 | |                        |                            |
| 214 | 19              | Una cursa emocionant i sensacional. La volta final Hakunetsu Rēsu! Saishū raundo totsunyū! (白熱爆走レース! 最終ラウンド突入!)                                                                             | 7 de novembre de 2004  | 16 d'octubre de 2007       |
| Els Pirates del Barret de Palla s'aturen perquè en Foxy els tira els seus rajos ganduls. Però la Nico Robin li agafa les mans, i així no pot tirar rajos ganduls. Guanyen la cursa. |                 | |                        |                            |
| 215 | 20              | El salvatge i acalorat joc de matar els pirates Unaru nekkyū gōkyū! Kaizoku Dojjibōru! (うなる熱球剛球! 海賊ドッジボール!)                                                                                 | 14 de novembre de 2004 | 17 d'octubre de 2007       |
| Com que han guanyat l'últim joc del Davy Back Fight, en Ruffy s'emporta a en Chopper, però accepta un altre repte d'en Foxy. |                 | |                        |                            |
| 216 | 21              | Pica-paret al penya-segat Dangai no kessen! Daruma-san ga koron da! (断崖の決戦! だるまさんがころんだ!) | 9 de gener de 2005     | 18 d'octubre de 2007       |
| En Foxy decideix agafar la Nico Robin pel seu poder de la seva fruita del diable. El proper joc és una cursa fins al cim d'una muntanya. |                 | |                        |                            |
| 217 | 22              | El combat final! La lluita entre els dos capitans Kyaputen taiketsu! Saishū sen konbatto! (キャプテン対決! 最終戦コンバット!)                                                                              | 16 de gener de 2005    | 22 d'octubre de 2007       |
| Amb en Chopper de nou a la tripulació dels Barret de Palla, en Ruffy i en Foxy s'enfronten al joc final: una batalla de força física a bord del Sexy Foxy. |                 | |                        |                            |
| 218 | 23              | L'atac de raig gandul definitiu contra l'invulnerable Ruffy! Zenkai Noro Noro Kōgeki vs Fujimi no Rufi (全開ノロノロ攻撃VS不死身のルフィ)                                                                  | 23 de gener de 2005    | 23 d'octubre de 2007       |
| En la tercera prova, en Ruffy aconsegueix escapar-se de tots els atacs i els estratagemes d'en Foxy. Finalment els dos capitans acaben lluitant a fora del vaixell i en Ruffy, amb molta habilitat, també troba la manera de fugir de les escomeses del raig gandul. Tot i això ha rebut una bona tanda de cops, i està fet una autèntica coca, però s'aixeca un cop i altre, i jura que morirà abans d'entregar ni un sol més dels seus amics a en Foxy. |                 | |                        |                            |
| 219 | 24              | La lluita intensa i ferotge de la fatídica batalla final Sōzetsu Nettō Konbatto! Unmei no Saishū Ketchaku! (壮絶熱闘コンバット!運命の最終決着)                                                             | 30 de gener de 2005    | 24 d'octubre de 2007       |
| La lluita entre en Ruffy i en Foxy arriba al seu punt culminant. Amb un truc molt senzill, en Ruffy ha descobert la manera de guanyar: troba un mirall i el fa servir per desviar el raig. Així, quan el reflex toca en Foxy i el deixa estabornit, en Ruffy aprofita per fer fora del ring el seu adversari i d'aquesta manera guanyar la tercera prova. Però en Foxy s'havia jugat els 500 membres de la seva tripulació! Què farà, ara, en Ruffy amb un munt tan gran de pirates a bord? |                 | |                        |                            |
| 220 | 25              | Perduda? Robada? Qui ets tu? Ushinatta? Ubawareta? Omae wa Dare da? (失った?奪われた?おまえはだれだ?) | 6 de febrer de 2005    | 25 d'octubre de 2007       |
| Un bon matí, tota la tripulació del Going Merry; es desperta completament amnèsica. Vaja, tota menys la Robin, que és l'única que ha passat la nit desperta. La Robin els intenta explicar a tots qui són i les aventures que han passat, però els altres troben que és impossible empassar-se aquella història. Mentrestant, la Nami troba l'or i fuig en el waver i en Zoro tampoc troba que hi faci res de bo, al vaixell, i se n'allunya nedant. La pobra Robin es queda sola amb en Ruffy, l'Usopp en Sanji i en Chopper, que continuen tenint la ment absolutament en blanc.                                                     |                 | |                        |                            |
| 221 | 26              | El noi misteriós del corn i la suposició de la Nico Robin Fude o Daita Nazo no Shōnen to Robin no Suiri! (笛を抱いた謎の少年とロビンの推理)                                                                | 13 de febrer de 2005   | 29 d'octubre de 2007       |
| Mentre els membres de la tripulació, que han perdut la memòria, expliquen a la Robin l'última cosa que recorden, la Nami baixa a l'illa i hi descobreix un noi misteriós amb un corn. Pot ser que sigui aquest noi qui els ha robat la memòria? Per si de cas, en Ruffy li clava un cop de puny quan veu que ha pujat al vaixell, i immediatament, del corn comença a sortir una boira misteriosa... |                 | |                        |                            |
| 222 | 27              | Els pirates van a l'illa a recuperar la memòria Iza Kioku o Dakkan seyo! Kaizokudan Shima ni Jōriku (いざ記憶を奪還せよ!海賊団島に上陸)                                                                    | 20 de febrer de 2005   | 30 d'octubre de 2007       |
| La boira misteriosa li ha entrat a en Ruffy pel nas i li ha fet recuperar la memòria. Quan s'adona del que ha passat, immediatament convenç els altres per anar a l'illa a buscar la Nami i en Zoro. Però, esclar, hi ha un petit problema: els habitants de l'illa no recorden ni tan sols el que els ha passat el dia abans! I les coses es compliquen encara més perquè el noi misteriós veu que necessita un aliat per anar contra en Ruffy i hipnotitza en Zoro amb el seu corn... |                 | |                        |                            |
| 223 | 28              | En Zoro desembeina els sabres i una bèstia entra en acció Kiba o Muku Zoro! Tachihadakatta Yajū (牙をむくゾロ!立ちはだかった野獣!)                                                                         | 27 de febrer de 2005   | 31 d'octubre de 2007       |
| En Zoro, hipnotitzat pel corn, ataca en Ruffy, que diu als altres que continuïn sense ell. Els pirates li fan cas, i finalment, tots aconsegueixen recuperar la memòria gràcies a l'estranya boira que surt del corn. Per fi, s'han alliberat de la maledicció de la falta de memòria, però l'alegria no pot ser completa perquè de cop i volta apareix en Zoro... sense en Ruffy! |                 | |                        |                            |
| 224 | 29              | L'atac final del lladre de records revela com és en realitat Honsei o Arawashita Kioku Dorobō no Saigo no Gyakushū (本性を現した記憶泥棒の最後の逆襲!)                                                     | 6 de març de 2005      | 1 de novembre de 2007      |
| El misteriós noi del corn no es dona per vençut i intenta un cop més robar les memòries dels pirates del barret de palla. Per sort, en Ruffy l'engega pels aires! Tota la tripulació ha recuperat la memòria i se'n van junts al poble, on esperen que els rebran com uns herois. Però per desgràcia, els confonen amb el lladre de la memòria i tot el poble es gira contra ells... |                 | |                        |                            |
| 225 | 30              | Un home amb orgull. En Foxy, el guineu platejada Hokori Takaki Otoko! Gin Gitsune no Fokushī (誇り高き男!銀ギツネのフォクシー)                                                                             | 13 de març de 2005     | 5 de novembre de 2007      |
| En Ruffy i companyia han sortit força ben parats de l'episodi de la pèrdua de memòria i tornen a ser a bord del Going Merry. Un dia, es creuen amb en Foxy, en Portier i l'Hamburs, que van al seu petit vaixell. Han estat de sort, perquè en Ruffy justament els salva d'una onada enorme que els destrossa l'embarcació. Quan continuen el viatge tots junts al Going Merry, al cap de ben poc topen amb el Sexy Foxy, el vaixell d'en Foxy, que ara és sota el poder del capità Kiba, dels pirates Granotes Dentades. Per mirar de recuperar el seu vaixell i la seva tripulació, en Foxy desafia en Kiba a un Davy Black Fight... |                 | |                        |                            |
| 226 | 31              | Un paio pràcticament invencible? L'home més perillós del món? Mottomo Muteki ni Chikai Yatsu? To Mottomo Kiken na Otoko! (最も無敵に近い奴?と最も危険な男!)                                                | 20 de març de 2005     | 6 de novembre de 2007      |
| En Ruffy ajuda en Foxy a recuperar el seu vaixell, però en Foxy no l'hi agraeix gens. Al contrari, com que vol venjar-se de l'anterior Davy Black Fight, fa servir el seu raig gandul per atrapar en Ruffy i els seus amics a l'interior del Sexy Fox. Després de moltes peripècies, els pirates del barret de palla acaben recuperant la llibertat i van cap a una illa deserta on troben l'almirall Aokiji, un dels tres almiralls del Quarter General de l'Armada. Ell i els dos altres almiralls tenen les habilitats de lluita més poderoses de tot el Govern Mundial...                                                          |                 | |                        |                            |
| 227 | 32              | El gran almirall Aokiji del quarter general de l'armada. L'Amenaça d'una de les habilitats per lluitar més poderosa Kaigun Hombu Taishō Aokiji! Saikō Senryoku no Kyōi (海軍本部大将青キジ!最高戦力の脅威) | 27 de març de 2005     | 7 de novembre de 2007      |
| A en Ruffy i la seva tripulació no els fa gens de gràcia que l'almirall Aokiji sigui a l'illa, però ell els calma i els assegura que només feia un tomb per aquella zona de l'oceà. Però l'actitud amistosa dura ben poc, i en Zoro, en Sanji i en Ruffy acaben atacant l'almirall per defensar la Robin. La resposta no es fa esperar: l'Aojiki converteix la Robin en una estàtua de gel! |                 | |                        |                            |
| 228 | 33              | El duel entre Goma i Gel - En Ruffy Vs. Aokiji Gomu to Koori no Ikkiuchi! Rufi VS Aokiji! (ゴムと氷の一騎打ち!ルフィVS青キジ)                                                                              | 27 de març de 2005     | 8 de novembre de 2007      |
| Un cop ha convertit la Robin en estàtua de gel, l'Aokiji vol trencar-la a trossos per matar-la. Però, per sort, en Ruffy la salva a l'últim moment i demana a l'Usopp i en Chopper que la portin al vaixell per descongelar-la. Finalment, l'Aokiji deixa anar en Ruffy i els pirates del barret de palla tornen a navegar lliures a bord del Going Merry. I de seguida troben una granota enorme... que neda crol! Comencen a seguir-la i de sobte veuen una via de tren damunt del mar! La cosa ja seria prou estranya si no fos que, a més a més, un tren s'acosta a tota velocitat cap a ells!                                     |                 | |                        |                            |